# Caridina elongopoda
Caridina elongopoda е вид десетоного от семейство Atyidae. Видът не е застрашен от изчезване.

## Разпространение и местообитание
Разпространен е в Китай (Гуандун и Фудзиен), Малайзия (Западна Малайзия) и Филипини.
Обитава крайбрежията на сладководни басейни, реки и потоци.